# Copitarsia margaritella
Copitarsia margaritella là một loài bướm đêm trong họ Noctuidae.